# Palácio Nikolayevsky

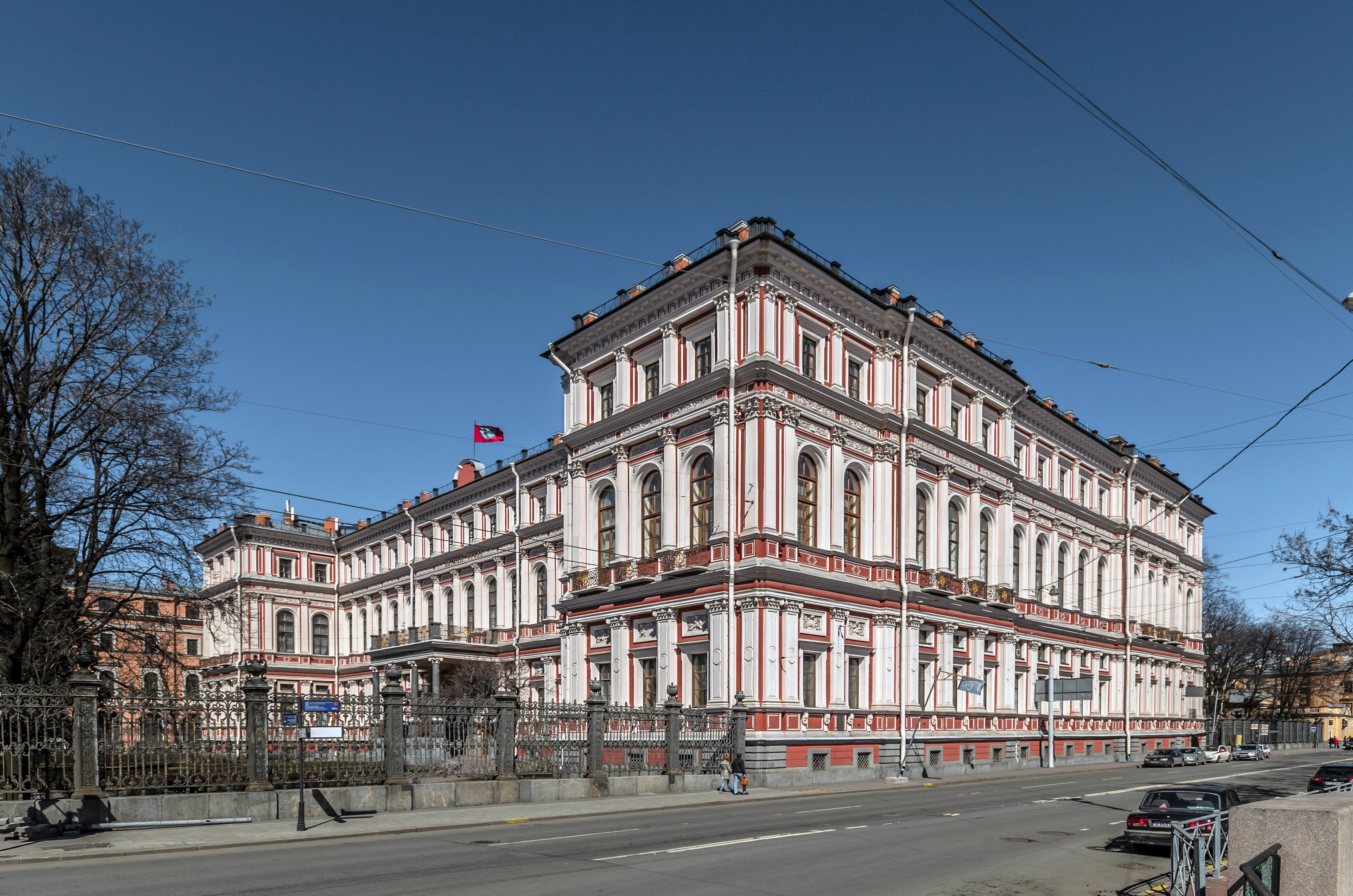
O Palácio Nikolaevsky na actualidade.

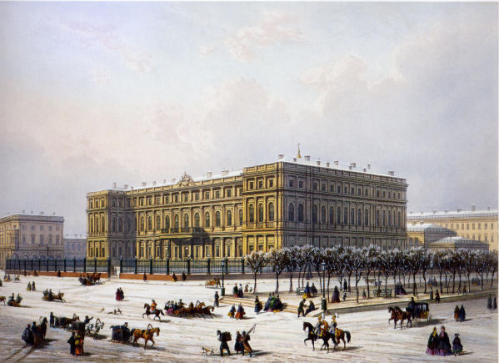
O Palácio Nikolaevsky em 1861.

O Palácio Nikolaevsky (em russo: Nikolaevsky dvorets, Николаевский дворец) é um palácio em São Petersburgo, na Rússia, situado na esquina da Ploščad' Truda com o Konnagvardeskij Bulvard, não longe da Nova Holanda. 
Foi um dos vários palácios desenhados em São Petersburgo por Andreas Stackensneider (1802-1865) para os filhos do czar Nicolau I. O palácio do Grão Duque Nikolai Nikolaievich da Rússia faz parte de um complexo disperso que incorpora uma igreja palatina, uma escola de equitação e vários edifícios exteriores separados da Praça do Trabalho por uma cerca de ferro forjado.
Em 1894, o edifício reverteu para a Coroa e foi transformado no Instituto Xenia Alexandrovna para jovens mulheres da aristocracia (em russo: Kseninskii institut blagorodnykh devits - Ксенинский институт благородных девиц). 
Nas memórias de E.M. Almedingen aparece descrito da seguinte forma:
No grande corredor branco revestido era fácil imaginar-se imersos na vida de corte dos fins do século XVIII (...) O palácio, pela sua mole enorme, era esplêndido. Brincámos nos corredores com altos tectos sustentados por colunas coríntias e com paredes decoradas por magníficos painéis de madeira. Lemos e estudámos em salas com belíssimos espelhos (...) Dormimos em salas que estavam adornadas por frágeis afrescos. (...) A esplêndida escadaria levava até à entrada, onde estava um enorme cérbero de porteiro, magnífico nas cores escarlates e ouro, levantado e pronto a servir. As grandes portas de entrada, esplêndidas pela madeira entalhada que suportava os vidros, estavam quase sempre fechadas.
Os Bolcheviques rebaptizaram-no de "Palácio do Trabalho" (Dvorets Truda - Дворец труда) e deram-no aos sindicatos, os quais destruíram algumas partes dos originalmente ecléticos interiores por forma a adaptar o palácio às suas próprias sedes. Em 2004, a união dos sindicatos arrendou uma grande parte do edifício para servir de gabinetes a empreendimentos comerciais.